# Phthiridium mindanaense
Phthiridium mindanaense är en tvåvingeart som först beskrevs av Oskar Theodor 1963.  Phthiridium mindanaense ingår i släktet Phthiridium och familjen lusflugor. Inga underarter finns listade i Catalogue of Life.